# Tom's Choice
Tom's Choice è un cortometraggio muto del 1914 diretto da Grace Cunard, autrice anche del soggetto del film, una commedia prodotta e distribuita dalla Universal Film Manufacturing Company.

## Produzione
Il film fu prodotto dalla Joker, ovvero dalla Universal Film Manufacturing Company.

## Distribuzione
Distribuito dall'Universal Film Manufacturing Company (come Joker), il film - un cortometraggio in una bobina - uscì nelle sale statunitensi il 14 marzo 1913.